# La barca sin pescador
La barca sin pescador es una obra teatral en tres actos escrita por Alejandro Casona. Es de género fantástico. Fue estrenada el 25 de agosto de 1945 por la compañía Josefina Díaz y Manuel Collado.

## Argumento

### Acto 1
El Acto 1 transcurre en la oficina de un hombre llamado Ricardo Jordán, quien trabaja invirtiendo acciones en la bolsa, tiene una secretaria y amante llamada Enriqueta con la que está teniendo una conversación, sobre Mendel, su enemigo. Ella lo está tratando de convencer para que pacte con su enemigo porque a Ricardo le está yendo mal con sus acciones, pero no acepta de ninguna manera pactar con él.
Luego entra Juan, que le da algo para tomar y le dice que es una fórmula para soñar despierto, y que el director del banco y los consejeros lo están esperando. Ricardo los hace pasar y Enriqueta se retira diciéndole que los escuche con calma.
Entra el director del banco y los consejeros y le recomiendan lo mismo que Enriqueta, que pacte con Mendel y también le dicen que Enriqueta estuvo cenando con este en el restaurante "Claridge" y Ricardo no lo quiere creer. Después se da cuenta y dice que como el barco se hunde todas las ratas quieren abandonarlo, y que se vayan arrodillar a los pies de Mendel.
Luego aparece un caballero de negro silenciosamente y le dice a Ricardo que lo traicionó su amante y hasta sus amigos, y que el único que puede salvarlo en esas condiciones es él.
Ricardo le pregunta quién era y el caballero de negro le dice que cuando era niño y tenía fe soñaba con él muchas noches, también lo veía en un libro de estampas que tenía su madre cuando le hablaba del cielo y el infierno.
Lo que viene a proponerle el diablo es un negocio espiritual ya que la ficha de Ricardo está bien nutrida de traiciones, bajezas, escándalos y daños. Ni el dolor humano lo conmueve, ni ha guardado jamás la fe jurada, ni ha respetado la mujer del prójimo y ha codiciado los bienes ajenos. Pero no ha atropellado el mandamiento de "no matarás", es el único que falta en la lista de Ricardo. Si Ricardo mata el diablo le devuelve el poder y el dinero que acaba de perder. pero no quiere aceptar porque dice que un crimen es demasiado, y trata de convencerlo con la idea de que no tiene que ser con sangre...

### Acto 2
El Acto 2 transcurre casi dos años después en casa de Péter Anderson, comenzando con Frida, la cuñada de Péter, y su abuela.
La abuela le reclama a Frida porque ya casi ni viene a la casa, y le pregunta si es por la hermana pero ella se lo niega, aunque Frida dice que Estela no es la misma de antes y que desde la muerte de Péter a todos los mira como enemigos y que si pudiera darle todo lo de ella sería poco, pero Estela no acepta nada.
Frida le confiesa a la abuela que pagó la renta de la barca de Péter, que está salvada y no quiere que se entere Estela porque no lo aceptaría y menos si proviene de ellos, la abuela amenaza que se lo va decir.
Luego entra el tío Marko y les dice que habló con un hombre, era un pasajero de barco y le preguntó si él hacía los barcos, le dijo que no y que los barcos los hace la mujer de Péter Anderson, pareció que cuando se lo dijo a este hombre, le temblaron los labios y repitió dos veces en voz baja Péter Anderson… señalando después su casa como si la conociera.
La abuela llama a Estela para contarle y Frida quiere irse pero la retiene, llega Estela y la abuela dice que aclaren las cosas y después le cuenta que llegó un amigo de Péter preguntando por casa y que no saben para qué viene ni qué quiere, por culpa de Marko. Estela le dice a este que lo busque porque la casa de Péter siempre estuvo abierta para los amigos.
La abuela le dice a Estela que Frida pagó la renta del barco, entonces Estela le dice a Frida que quiere sostener la casa sola. Frida le dice que son ahorros de ella y que Cristián no sabe nada, pero Estela quiere devolvérselo.
Durante la  Estela le dice a Frida que no fue un golpe de viento lo que mató a Péter, sino una mano de hombre, pero Frida le reclama de que nunca va a su casa, le pregunta si es por Cristián y Estela le dice que los que no fueron amigos de Péter no pueden serlo de ella. Dice que entre Péter y Cristián siempre hubo rivalidad, primero por Estela, y luego cuando salían juntos al mar Péter era el mejor pescador, cuando cantaban Péter tenía la voz más hermosa y después por la rencilla de la barca, ese día fue cuando se pelearon por última vez y fue el mismo día que Péter murió. Estela le dice que no tiene nada contra Cristián cuando Frida le pregunta si tiene algo de que acusarlo, pero le dice que si tuviera algo no lo diría por ella y su hijo. Frida le pregunta si el que aparece en sus sueños extraños desde la muerte es Cristián y Estela le dice que no quiso decirlo, después le dice que fue el único que no vino a ver a Péter el día de su muerte, que bebe más que nunca, que ya no se sienta en su puerta y ya no fuma una pipa sin que le tiemble la mano. Frida se va diciéndole que se ha roto algo muy hondo entre las dos.
Aparece la abuela que está muy nerviosa por la visita y le dice a Estela que después de tanta soledad, vendrá un hombre de lejos.
Llegan Marko y Ricardo, se presentan y le preguntan si fue amigo de Péter, él dice que no y que lo conoció sólo un momento cantando una canción, siendo tan importante que no podrá olvidarlo nunca y que por eso estaba allí. Ricardo les dice que su fortuna o su desgracia dependían de una firma y el nombre de Péter Anderson lo decidió todo. La abuela y Estela lo invitan a comer. Ricardo se queda hablando con Estela, él le ofrece dinero, pero ella no acepta y le dice que prefiere seguir trabajando como hasta ese momento. Estela le dice a él que no parece muy feliz con su fortuna, y él contesta que no le sirve porque no puede ayudarla ni comprar una hora de sueño tranquilo. Tras preguntarle si tiene algo que olvidar, contesta que desearía poder hacerlo.
Ricardo le dice que nadie lo espera y que le gustaría perder el barco y aguardar hasta el regreso. Estela le pregunta cuánto tarda en regresar el barco y él le dice que un par de semanas, entonces Estela le ofrece una habitación. Él no puede creer que se lo ofreciera así, ya que viene de un mundo donde todo se hace por dinero, y que ella no le pregunta ni de dónde es ni de dónde viene para abrirle su puerta. Ella le pregunta si siempre ha sido rico, pero le dice que de niño supo lo que era el hambre, ella le dice que entonces será más fácil. Ricardo le dice que su pobreza no era voluntaria y que la de ella sí, porque si quisiera podría vender la barca, ésta le contesta que vender esa barca es como vender a Péter. Le dice luego que no pudo ser ese día la mano de Dios quien lo mató, quebrándosele la voz y siendo interrumpida por la abuela.
Empiezan a cenar y le piden a Ricardo que corte el pan y bendiga la mesa con una oración.

### Acto 3
En el mismo lugar, 2 semanas más tarde transcurre el Acto Tercero, y llega el momento en que Ricardo se tiene que ir. Ni la abuela ni Estela quieren que se vaya, pero Estela sabe que tiene que ser así y aunque tuviera en sus manos detener el barco no lo haría. La abuela le pregunta si tenía algo contra él, Estela le dice que contra ella misma por no saber qué quiere, antes si sabía que cada mañana querría lo mismo, y que cuando está con Ricardo él siente una falsa alegría y aparenta que algo le muerde por dentro.
Ricardo le cuenta a Marko cómo es el negocio de las acciones cuando de pronto se escucha a Estela llamando a la abuela, diciéndole que está sonando la campana del faro y que algo está en peligro, mandando al tío Marko a ver qué pasa.
Estela y Ricardo se quedan solos, él está a punto de confesarle todo, pero Estela se adelanta y le dice que fue Cristián quien mató a Péter.
Frida llega y le dice que Cristián había salido a probar el timón nuevo, una racha y un golpe de mar le hicieron caer sobre la escollera abriéndosele el pecho, y que solo pronuncia el nombre de Estela. Al principio esta última no quiere ir pero Frida la convence.
Tras irse ellas dos, aparece el caballero de negro afuera y habla con Ricardo, le dice que no mató porque Cristián se le adelantó pero que tuvo la intención y va a tener que pagar por la culpa, Ricardo le dice que está dispuesto a pagar y el diablo le avisa que su contrato sigue en pie, y que cuando llegue la hora lo va a presentar. El contrato dice que Ricardo Jordán se compromete a matar a un hombre, Ricardo le dice que la mejor manera de liquidar el contrato es cumplirlo. Ha prometido matar y matará, pero al mismo que firmó ese papel, y el día que no quede rastro de lo que fue aquel día, Ricardo Jordán habrá matado.
El caballero quedó sorprendido y dijo que el que firmó no es el mismo de ahora y le preguntó si Estela le había dado esa fuerza, tras eso Ricardo le dice que sí. Entonces el caballero dijo que el amor es el pequeño detalle que siempre olvida y el que lo hace perder. Ricardo le pregunta qué esperaba ahora, el caballero le dice que nada y que todo lo que intentara en su contra sería inútil, entregándole el contrato.
Le pide por favor que no le cuente a nadie lo que ha pasado entre ellos. Ricardo acepta y el diablo se retira saludándole como Ricardo Anderson, este luego entra a la casa dejando el contrato sobre la mesa.
Aparece Estela y le cuenta que Cristián, que no se sabe si sobrevivirá, le pidió perdón y que ella también le pidió perdón a él, liberándose y sintiéndose más fuerte.
Suena la sirena del barco, Estela le dice a Ricardo que se vaya, pero él argumenta que acaba de perder toda su fortuna, que no tiene un país que lo llame ni un solo amigo que lo espere, y le pide que lo deje quedarse a su lado. Ella va a prender el fuego, ve el papel y le pregunta si le sirve, él le dice que no y lo arrojan al fuego. Ricardo se queda con ella y se escucha el barco irse.

## Personajes
Frida: Es la hermana de Estela y está casada con Cristián. Ayuda económicamente a su hermana.
Caballero Negro: Representa al diablo.
Estela Anderson: Es la hermana de Frida y viuda de Peter Anderson.
Péter Anderson: Era un humilde y querido pescador. Estaba casado con Estela. 
La Abuela: Es la Abuela de Frida y Estela. Muchas veces se deprime, ya que entre sus nietas se producen diferencias. Alegra y adora a la gente que la rodea.
Cristián: Esposo de Frida. Tuvo muchas peleas con Péter Anderson en el pasado, él mismo lo empujó matándolo cuando volvía de trabajar. Ama a Estela, a pesar de ser su cuñado.
Enriqueta: Secretaria de Ricardo. Solía verse a escondidas con el rival de Ricardo, Mendel.
El Tío Marko: Pescador, un poco torpe para convencer a la gente, intentaba vender barcos de madera hechos por Estela.
Juan: Sirviente de Ricardo Jordán.
Mendel: Enemigo de Ricardo, competencia en la bolsa y empresario adinerado.
Ricardo: Empresario, dueño de un banco.

## Representaciones destacadas
- Teatro (Buenos Aires, 1945). Intérpretes: Josefina Díaz de Artigas, Manuel Collado.
- Cine (1950) La barca sin pescador filme de Argentina dirigido por Mario Soffici.
- Cine (1965). Dirección: José María Forn. Intérpretes: Manuel Bronchud, Mario Bustos, Florencio Calpe, Rafael Calvo, José María Cases, Carmen Correa, Ramón E. Goicoechea, Miguel Graneri, Guillermo Hidalgo, Mabel Karr, Gérard Landry.
- Teatro (1963; estreno en España). Intérpretes: Enrique Diosdado, María Dolores Pradera, Milagros Leal, Salvador Soler Marí, Julieta Serrano.
- Teatro (Madrid, 1965). Intérpretes: Armando Calvo, Lina Canalejas, Manuel Díaz González.
- Televisión (1966, en el espacio de TVE Estudio 1). Adaptación, dirección y realización: Gustavo Pérez Puig. Intérpretes: Julia Gutiérrez Caba, Ismael Merlo, Manuel Collado, Ana María Vidal, Carmen Lozano, Mercedes Prendes, Carlos Lemos (el TíoMarko).
- Televisión (1981, en Estudio 1). Intérpretes: Pablo Sanz, Lola Cardona, Mara Goyanes, Antonio Iranzo, María Guerrero López, Jesús Enguita.
- Teatro (Madrid, 1984). Intérpretes: Vicente Parra, Marisol Ayuso, Lola Lemos.
- Teatro (Buenos Aires, 2013). Dirección: Ezequiel Pedro. Intérpretes: Juan Carlos Carelli, José Versace, Mercedes Lucero, Susana Magnin, Luis Hudson Rojas, Natalia Schiariti, Ricardo Tortarolo, Andrea Boass, Leandro Terzano, Mirta Sánchez (Grupo de Teatro Mimesis).